# Sea Horses
Pour plus de détails, voir Fiche technique et Distribution.
Sea Horses est un film muet américain réalisé par Allan Dwan et sorti en 1926.

## Synopsis
Helen Salvia embarque avec sa fille de quatre ans à destination de Panda, un port isolé d'Afrique de l'Est, pour y retrouver Lorenzo, son mari italien qui l’a abandonnée un an après leur mariage. Sur le navire, deux officiers rivalisent pour attirer ses faveurs, tandis que le capitaine Glanville garde ses distances.

## Fiche technique
- Titre original : Sea Horses
- Titre en français : À travers les récifs
- Réalisation : Allan Dwan
- Scénario : James Shelley Hamilton, Becky Gardiner, d'après un roman de Frances Brett Young
- Chef opérateur : James Wong Howe
- Production : Jesse L. Lasky, Adolph Zukor pour Famous Players-Lasky Corporation
- Distribution : Paramount Pictures
- Genre : Film dramatique
- Durée : 70 minutes
- Date de sortie : 
  - États-Unis : 22 février 1926

## Distribution
- Jack Holt : George Glanville
- Florence Vidor : Helen Salvia
- William Powell : Lorenzo Salvia
- George Bancroft : Cochran
- Mack Swain : Bimbo-Bomba
- Frank Campeau : Senor Cordoza
- Allan Simpson : Harvey
- George Nichols : Marx
- Mary Dow : Cina Salvia
- Dick La Reno : Henry
- Frank Austin : Cheadle
- Hannah Washington